# ヴィーナス・アイル
『ヴィーナス・アイル』（Venus Isle）は、アメリカ合衆国のギタリスト、エリック・ジョンソンが1996年に発表した3作目のスタジオ・アルバム。

## 背景
「S.R.V.」はスティーヴィー・レイ・ヴォーンに捧げられた曲で、スティーヴィーの兄ジミー・ヴォーンがゲスト参加した。本作のサンプル盤では、仮タイトルの『Travel One Hope』が使用されたが、キャピトル・レコード側が「遠回しすぎる」と判断したことから、タイトルが変更された。

## 反響
アメリカの総合アルバム・チャートBillboard 200では、ジョンソンのアルバムとしては過去最高の51位に達した。ただし、累計売上は前作『未来への扉』（1990年）に及ばず、ジョンソンは本作を最後にキャピトルとの契約を失うが、後にジョンソンが自身のレーベル「Vortexan Records」から発表したアルバム『Up Close』（2010年）は、キャピトルの親会社であるEMIを通じて配給された。

## 評価
収録曲「パヴィリオン」は第39回グラミー賞で最優秀ロック・インストゥルメンタル・パフォーマンス賞にノミネートされ、「S.R.V.」は第40回グラミー賞で最優秀ロック・インストゥルメンタル・パフォーマンス賞にノミネートされた。
Shawn M. Haneyはオールミュージックにおいて5点満点中3点を付け「ギターの颯爽とした超絶技巧、優れたオーケストレーション、ロマンティックな詩情に満ちており、たとえジョンソンの熱心なファンでなくとも、最初から最後まで満足感を得られるレコード」と評している。また、『CDジャーナル』のミニ・レビューでは「民族音楽とアシッド感覚を盛り込んだ幻想的かつ哀愁のメロディを奏で、一連のジミヘンもどきと一線を画す」と評されている。

## 収録曲
特記なき楽曲はエリック・ジョンソン作。4. 6. 7. 8. 10. 11.はインストゥルメンタル。
1. ヴィーナス・アイル - Venus Isle - 5:29
2. 勝利の戦い - Battle We Have Won - 5:59
3. 君のすべて - All About You - 8:20
4. S.R.V. - S.R.V. - 3:03
5. 孤独の夜 - Lonely in the Night (Vince Mariani) - 6:05
6. マンハッタン - Manhattan - 4;52
7. キャメルズ・ナイト・アウト - Camel's Night Out (Kyle Brock, Mark Younger-Smith) - 5:16
8. ソング・フォー・リネット - Song for Lynette - 4:54
9. 朝の光の中で - When the Sun Meets the Sky (Eric Johnson, Steve Barber) - 7:53
10. パヴィリオン - Pavilion - 5:02
11. ヴィーナス・レプリーゼ - Venus Reprise - 1:29

## 参加ミュージシャン
- エリック・ジョンソン - ギター(all songs)、ボーカル(on #1, #2, #3, #5, #9)、ラップ・スティール・ギター(on #1, #2, #9)、ギターシンセサイザー(on #1, #5, #10)、ピアノ(on #1, #2, #3, #5, #6, #8, #9, #11)、シンセサイザー(on #2, #3, #8)
- アミット・チャタジー - ボーカル(on #1, #3)
- クリストファー・クロス - アディショナル・ボーカル(on #3, #5, #9)
- ジミー・ヴォーン - ギター(on #4)
- スティーヴ・バーバー - シンセサイザー(on #1, #2, #3, #4, #5, #8, #9, #10)、ハモンドオルガン(on #4, #6)、ストリングス・アレンジ(on #5, #8)
- カイル・ブロック - ベース(on #1, #2, #5, #6, #7, #10)
- ロスコー・ベック - ベース(on #3, #9, #10, #11)
- クリス・マレシュ - ベース(on #8)
- トミー・テイラー - ドラムス(#8を除く全曲)、パーカッション(on #3, #10)
- ビル・マドックス - ドラムス(on #8)
- ジェイムズ・フェナー - パーカッション(on #2, #5, #6, #10)
- クリス・サールズ - パーカッション(on #3, #5)
- アンソニー・ストグナー、ブルース・ウィリアムズ、Jennifer Bourianoff、リチャード・キルマー - ストリングス(on #5)
- スコット・マッキントッシュ - トランペット(on #8)